# Mê Linh, Đông Hưng
Mê Linh là một xã thuộc huyện Đông Hưng, tỉnh Thái Bình, Việt Nam.

## Diện tích và dân số
Xã Mê Linh có diện tích 5,61 km². Theo Tổng điều tra dân số năm 1999, xã Mê Linh có số dân 7.367 người.

## Địa giới hành chính
Xã Mê Linh nằm ở phía tây bắc của huyện Đông Hưng, thuộc tả ngạn sông Tiên Hưng.
- Phía đông giáp xã Phú Lương, huyện Đông Hưng;
- Phía nam giáp các xã Phong Châu và Hợp Tiến, huyện Đông Hưng;
- Phía tây giáp xã Lô Giang, huyện Đông Hưng;
- Phía bắc giáp xã Tây Đô, huyện Hưng Hà và xã An Châu, huyện Đông Hưng.

## Giáo Dục
Trường THPT Mê Linh được thành lập vào ngày 3 tháng 1 năm 1985. Trường đã có một lịch sử phát triển lâu đời và quan trọng đối với giáo dục cộng đồng địa phương. THPT Mê Linh đạt danh hiệu "Trường học tiên tiến xuất sắc" từ năm 2008 và tiếp tục đạt giữ danh hiệu này đến ngày hôm nay. Trường sẽ tiếp tục phát triển và nâng cao chất lượng giáo dục và cơ sở vật chất để tạo ra một môi trường giáo dục lành mạnh, và tích cực.